# Liviu-Ioan Balint
Liviu-Ioan Balint (n. 7 octombrie 1971, Zalău, Sălaj, România) este un deputat român, ales în 2016, din partea Partidului Mișcarea Populară (PMP). În septembrie 2017, a trecut la Partidul Social Democrat, iar în septembrie 2019, la Partidul Pro România. După ce a votat învestirea guvernului Orban, a demisionat și din acest partid și s-a înscris în ianuarie 2020 în Partidul Național Liberal.